# Mosteiro de Santo André de Ancede
O antigo Mosteiro de Santo André de Ascende, também referido como Igreja e Mosteiro de Santo André de Ancede, Igreja Paroquial de Ancede, Igreja de Ancede e Igreja de Santo André, é um templo românico localizado em Ancede, na atual freguesia de Ancede e Ribadouro, no Município de Baião, em Portugal.
Construída e conhecida no século XII teve acrescentos posteriores. A sua primeira menção ocorre em 1120. Possui acervo de esculturas e pinturas sacras. 
No século XVI, havia duas pequenas igrejas, uma para os cônegos e outra para os fregueses.
O conjunto da Igreja, Mosteiro, Capela do Bom Despacho e terreiro fronteiro está classificado como Monumento de Interesse Público desde 2013.

## Mosteiro de Ancede - Centro Cultural de Baião
Em 1985 a Câmara de Baião adquiriu o mosteiro e respetiva quinta por 30 mil contos (cada conto valia 1000 escudos).
O mosteiro foi alvo, desde 2001, de cinco fases de intervenção destinadas a conservar, restaurar e reabilitar o espaço com um investimento de 3,7 milhões de euros, projetada pelos arquitetos Álvaro Siza Vieira e Daniel Vale. O Mosteiro de Ancede - Centro Cultural de Baião foi inaugurado em 21 de abril de 2023 apresentando um auditório com 80 lugares e espaços expositivos.